# Lateral (futebol)

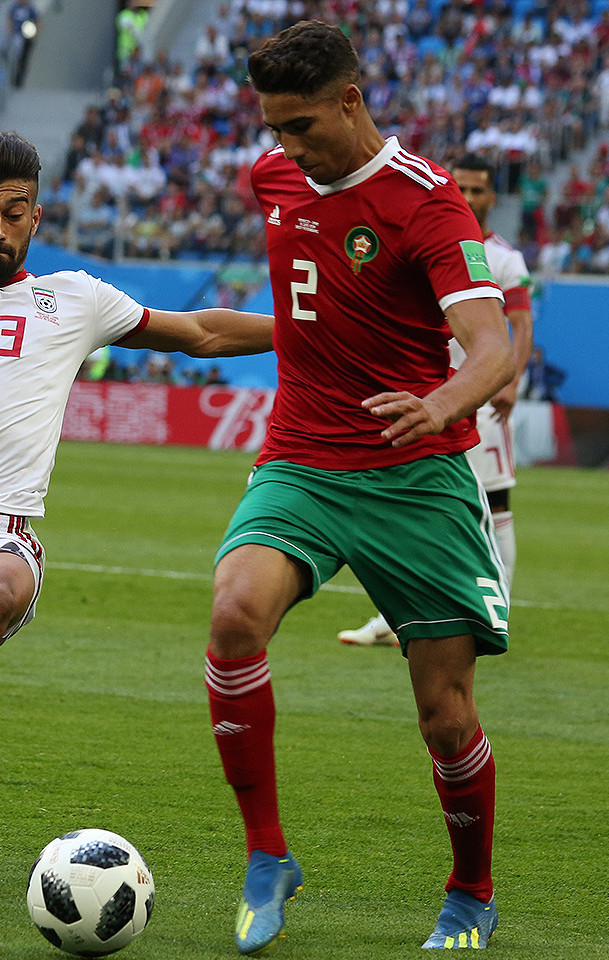
Achraf Hakimi (lateral-direito), em 2018, jogando pela Seleção Marroquina.

A lateral é uma das posições do futebol. Os laterais ocupam a linha de defesa, juntamente com os zagueiros. Existem dois tipos de laterais, os que atuam pelo lado direito e os que atuam pelo lado esquerdo, sendo chamados de lateral-direito e lateral-esquerdo respectivamente.

## Esquemas ofensivos
Nos esquemas ofensivos, ao contrário dos centrais, os laterais têm o dever de apoiar nas jogadas de ataque, ocupando a faixa lateral do campo e jogando bolas cruzadas (altas ou baixas) para a área adversária ou iniciando jogadas de ataque pelos lados vindo de trás.
Frequentemente, quando um lateral avança, o outro compõe a linha de defesa com os centrais, chamado de "terceiro zagueiro". Se ambos avançarem, é provável que o volante acompanhe os centrais atrás.
É um jogador com boa velocidade, que geralmente tem um bom preparo físico para ir e voltar no campo, frequentemente realizando cruzamentos nas laterais do campo e costuma ajudar também a defesa.

## Esquemas defensivos

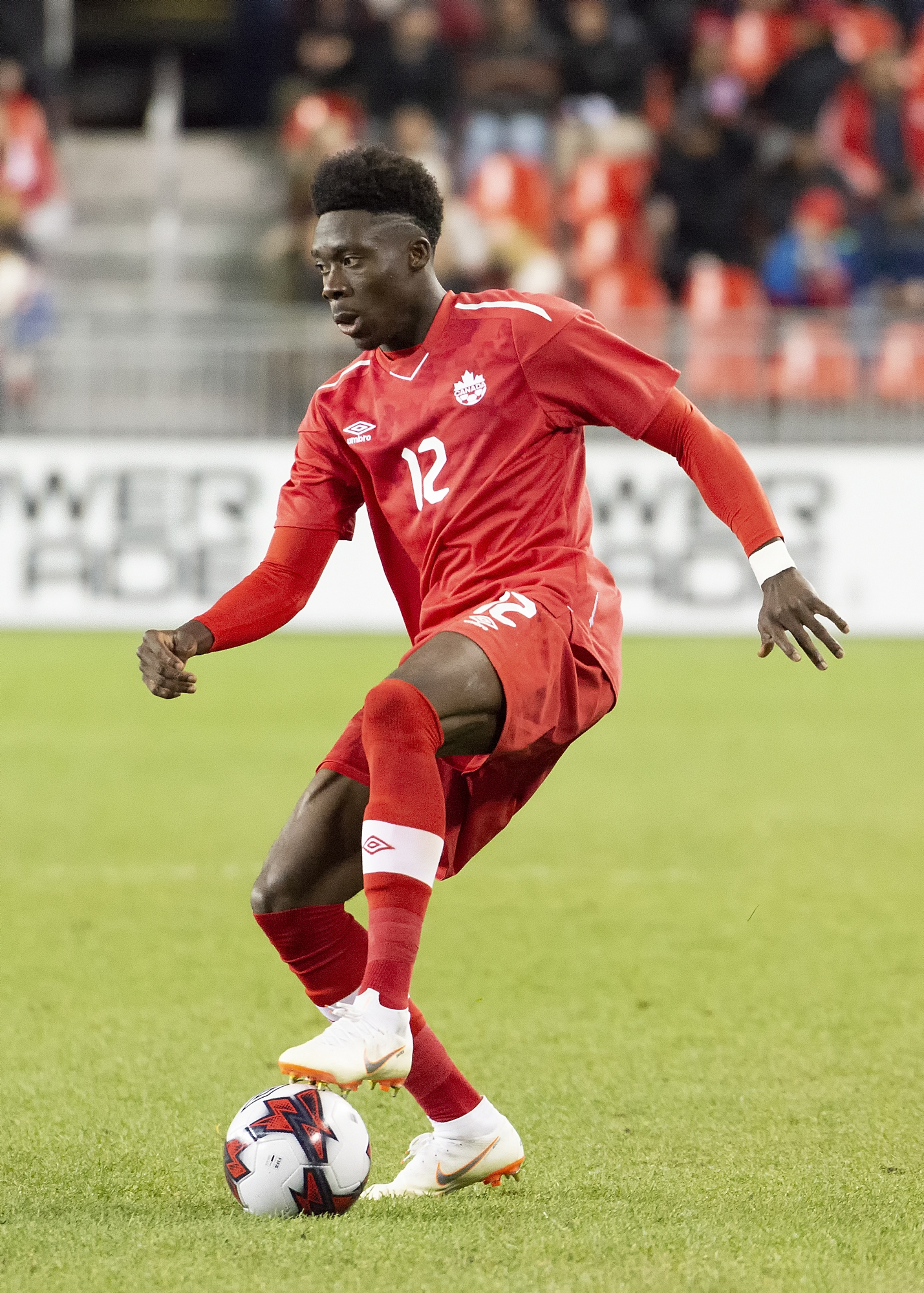
Alphonso Davies (lateral-esquerdo), em 2018, jogando pela Seleção Canadense.

Em esquemas defensivos, os laterais devem formar uma linha de quatro ou cinco defensores, juntamente com os centrais. Normalmente, esta tática é adotada para dar mais liberdade para os meio-campistas.

## Ala

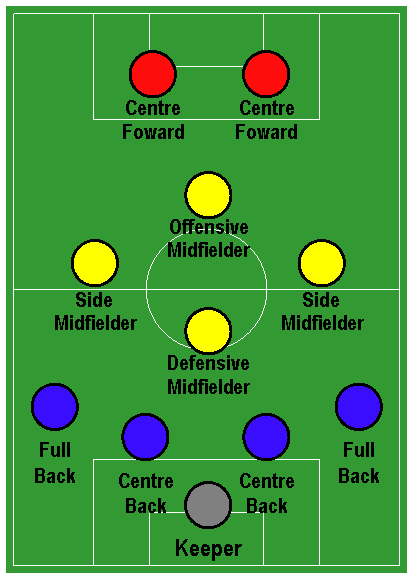
O esquema do 4-4-2. Na imagem, os laterais são representados em azul pelo nome de full back.

Modernamente, surgiu a figura do ala. Este jogador tem a função de compôr a lateral a partir do meio-campo, diminuindo sua preocupação com a marcação, participando assim de manobras mais ofensivas pelas laterais de campo.

## Desvalorização da posição
Com o surgimento da figura do ala, a posição de lateral passou a ser desvalorizada. Em 2016, a ESPN mostrou uma reportagem que demonstra que a lateral direita virou a posição mais desvalorizada do futebol mundial.